# الدوري السوفيتي الممتاز لكرة القدم 1991
الدوري السوفيتي الممتاز لكرة القدم 1991 هو الموسم 55 من  الدوري السوفيتي الممتاز لكرة القدم. أقيم خلال الفترة 10 مارس 1991 وحتى 2 نوفمبر 1991، والذي يشرف على تنظيمه اتحاد روسيا لكرة القدم، وكان عدد الأندية المشاركة فيه  16، وفاز فيه نادي سيسكا موسكو.